# Галичиця
Галичиця (мак. Галичица, алб. Mali i Thatë) — гори на південному заході Північної Македонії і східної Албанії, що піднімаються, як гірський хребет між озерами Охрид і Преспа. Завдяки своїм природним характеристикам, в 1958 році, 22,750 гектарів македонської частини Галичиці, були оголошені національним парком Галичиця.
На березі Охридського озера знаходиться монастир Святого Наума.

## Географія
Галичиця довжиною 35 км і простягається в північно-південному напрямку. Найвищі піки Магаро (2254 м), Лако Сігноп (1984 м) і Гога (1737 м) та пік Баба можна побачити одночасно з двох озер.
Складається система з мезозойського вапняку товщиною 500—550 м на основі палеозойських метаморфічних силікатів (кристалічні сланці).

## Біорізноманіття
Галичиця має дуже багату флору і фауну. Деякі види водяться на всій території Республіки Північної Македонії, в той час як інші є місцевими видами.
Відповідно до опису національного парку, тут багатоі різних видів рослин. У комплексі їх існує 37, 20 з яких є лісовими і 12 є локальними ендеміками.
Тваринний світ представлений 1 644 видами метеликів, 30 видами амфібій і рептилій, 266 видами птахів і 51 видами ссавців. Різноманітність метеликів дуже висока для такої невеликої площі, а кількість видів птахів і ссавців, становить відповідно 84 % і 62 % всіх видів на всій території Республіки Північна Македонія.

## Галерея

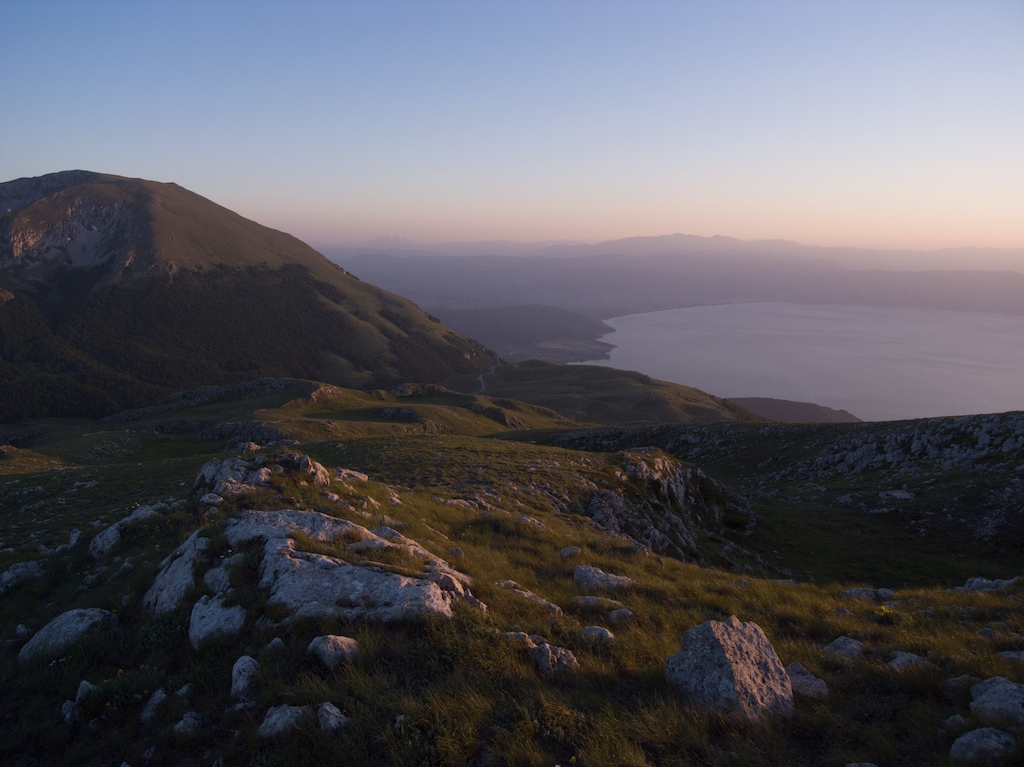
Вид на Галичицю з південної частини  Охридського озера
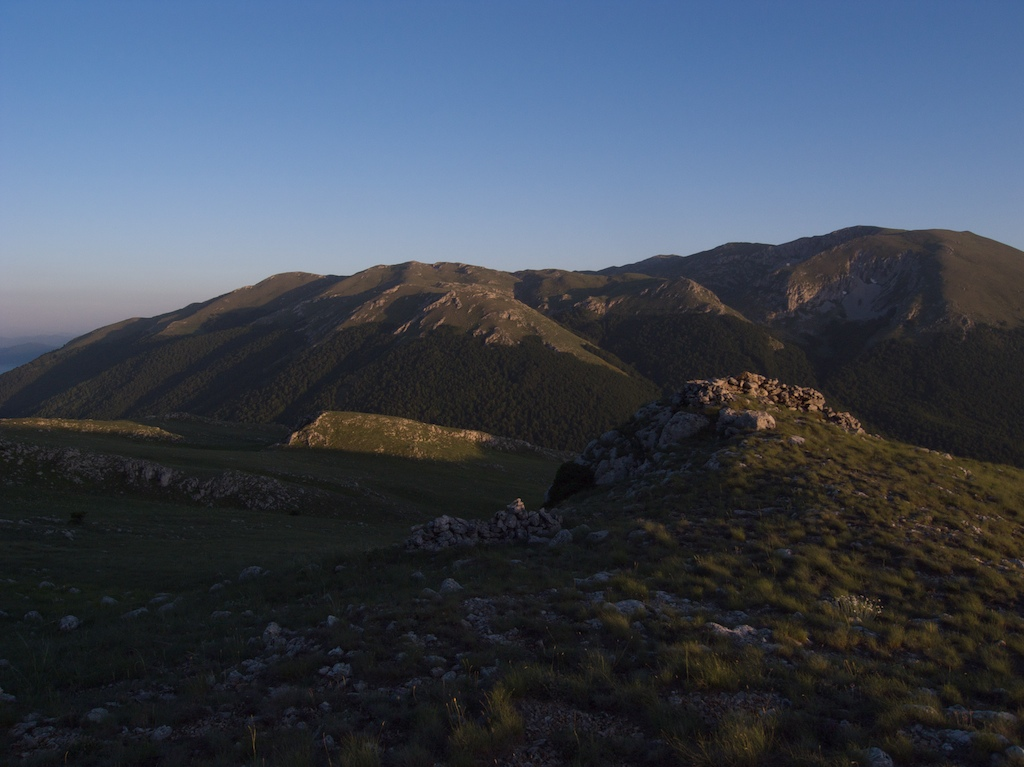
Галичиця весною
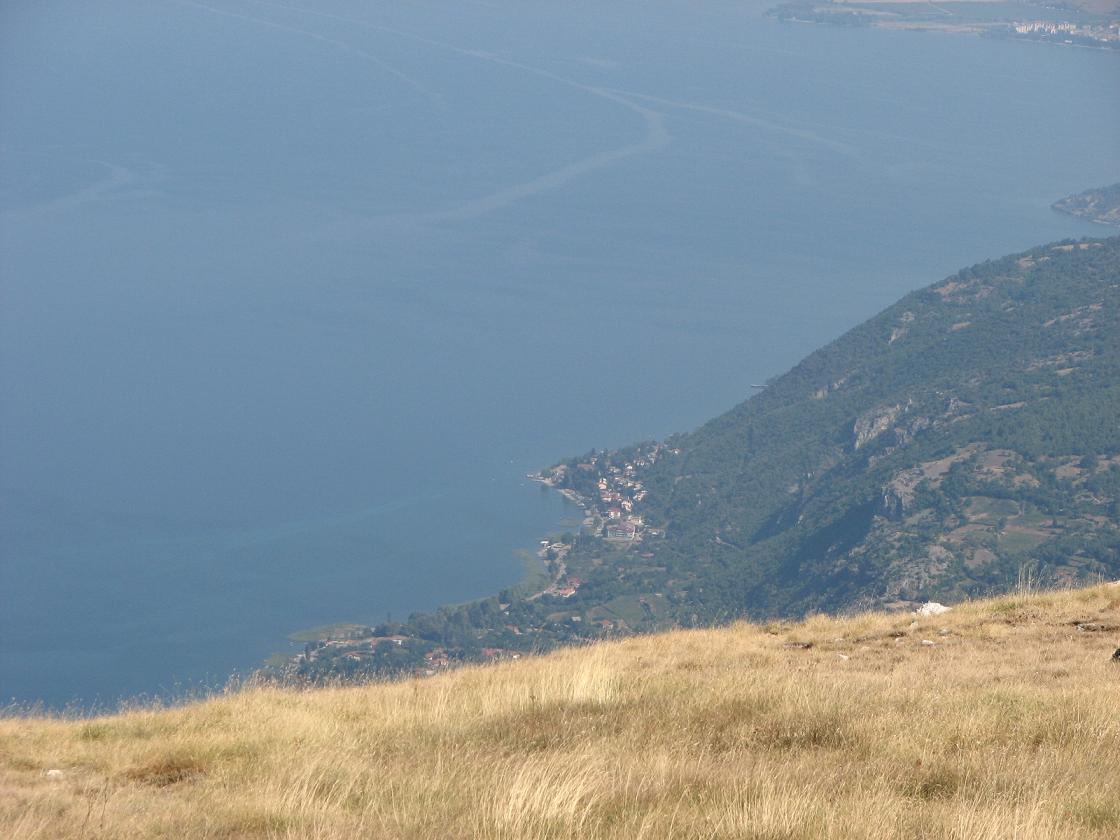
Вид на Галичицю з північної частини  Охридського озера
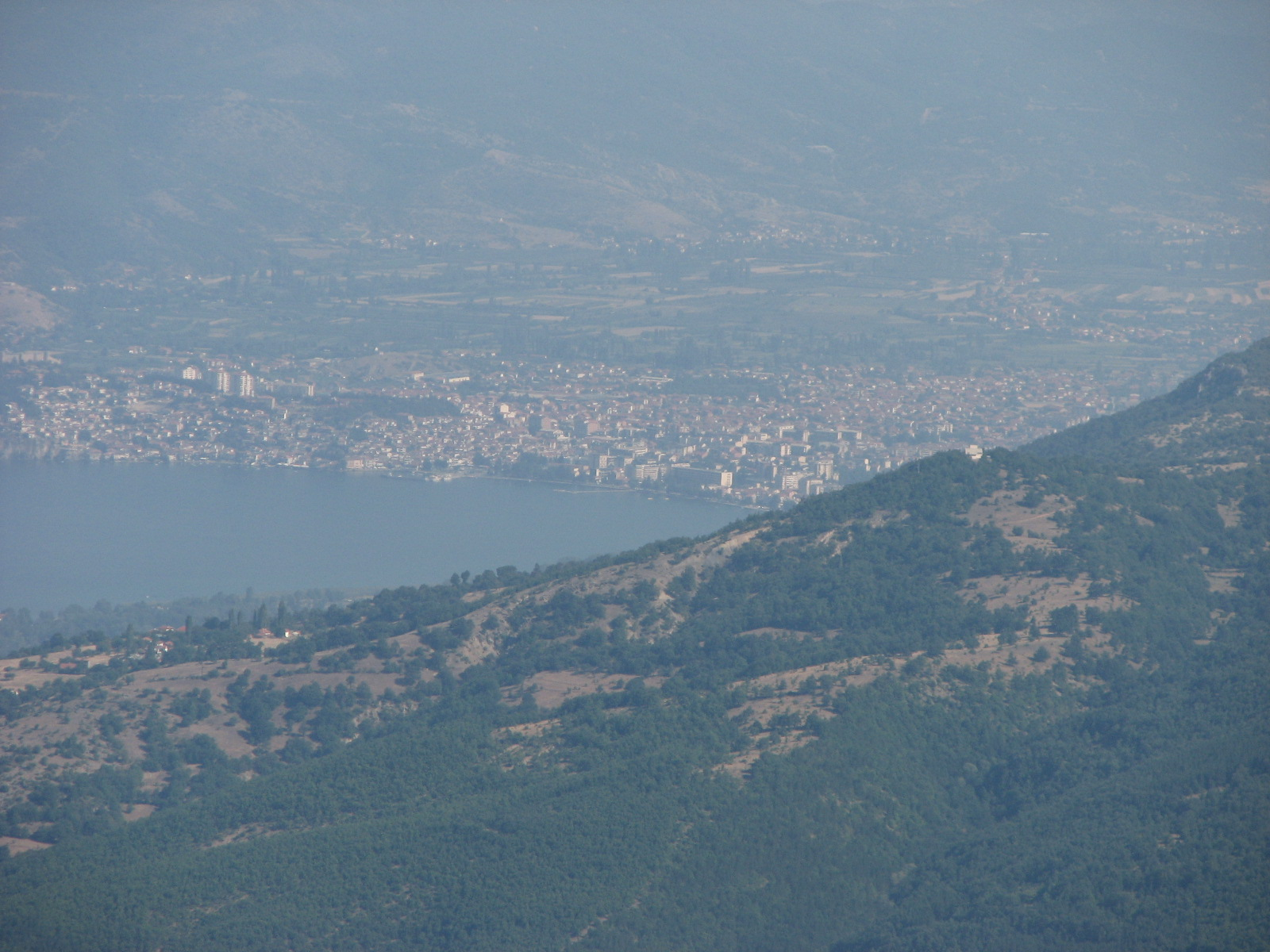
Вид з Галичиці
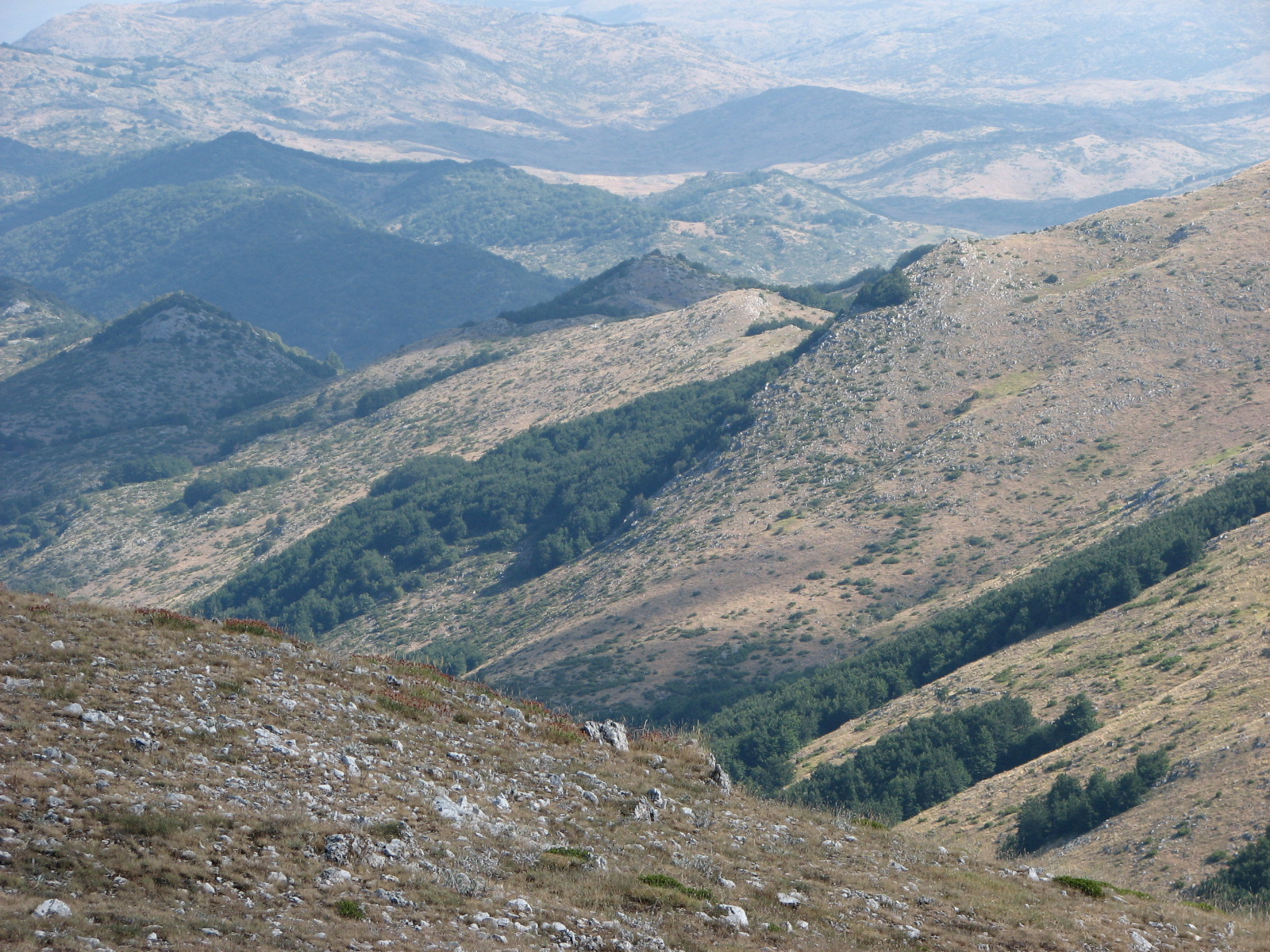
Гори Галичиці
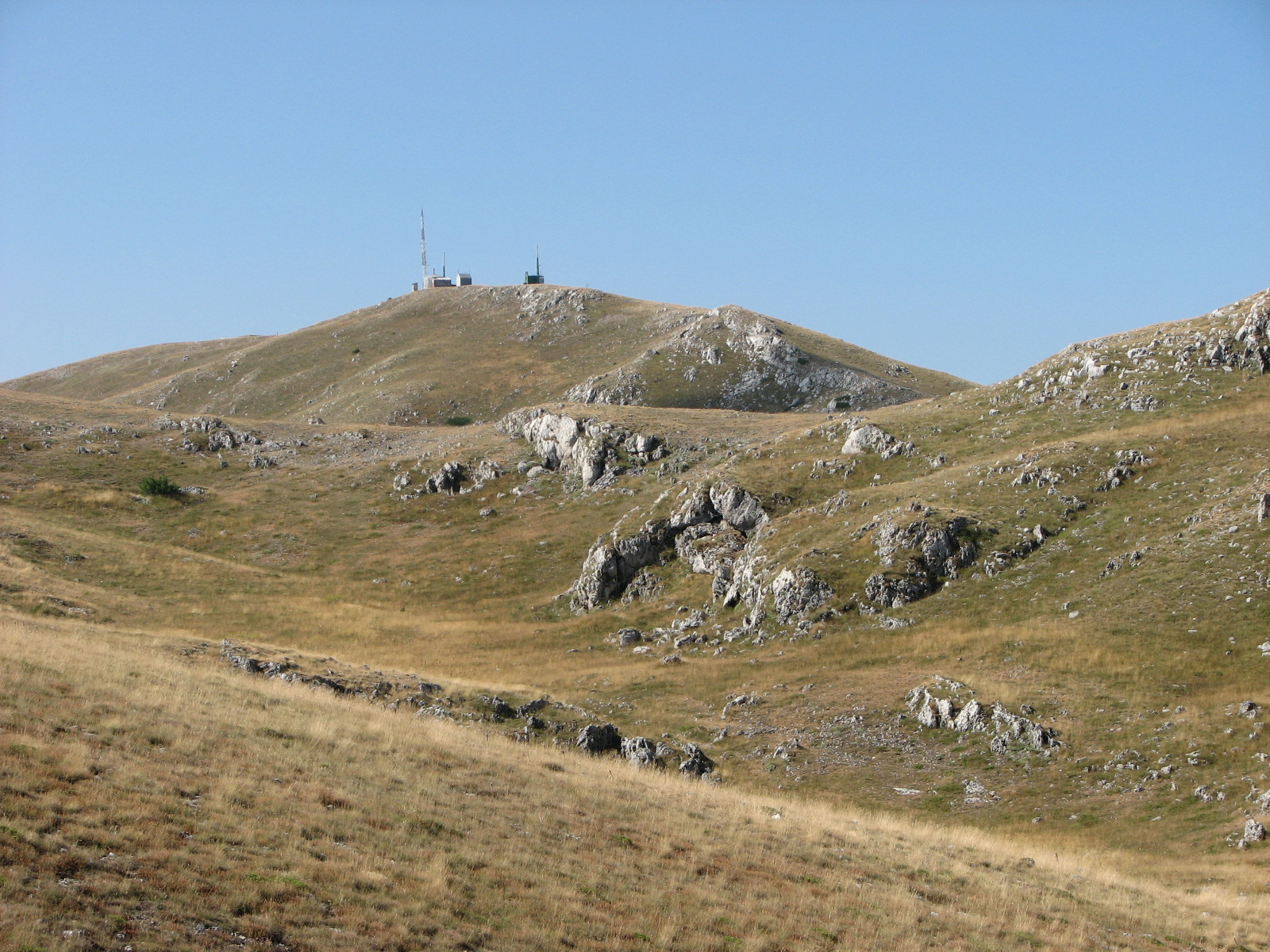
Галичиця влітку
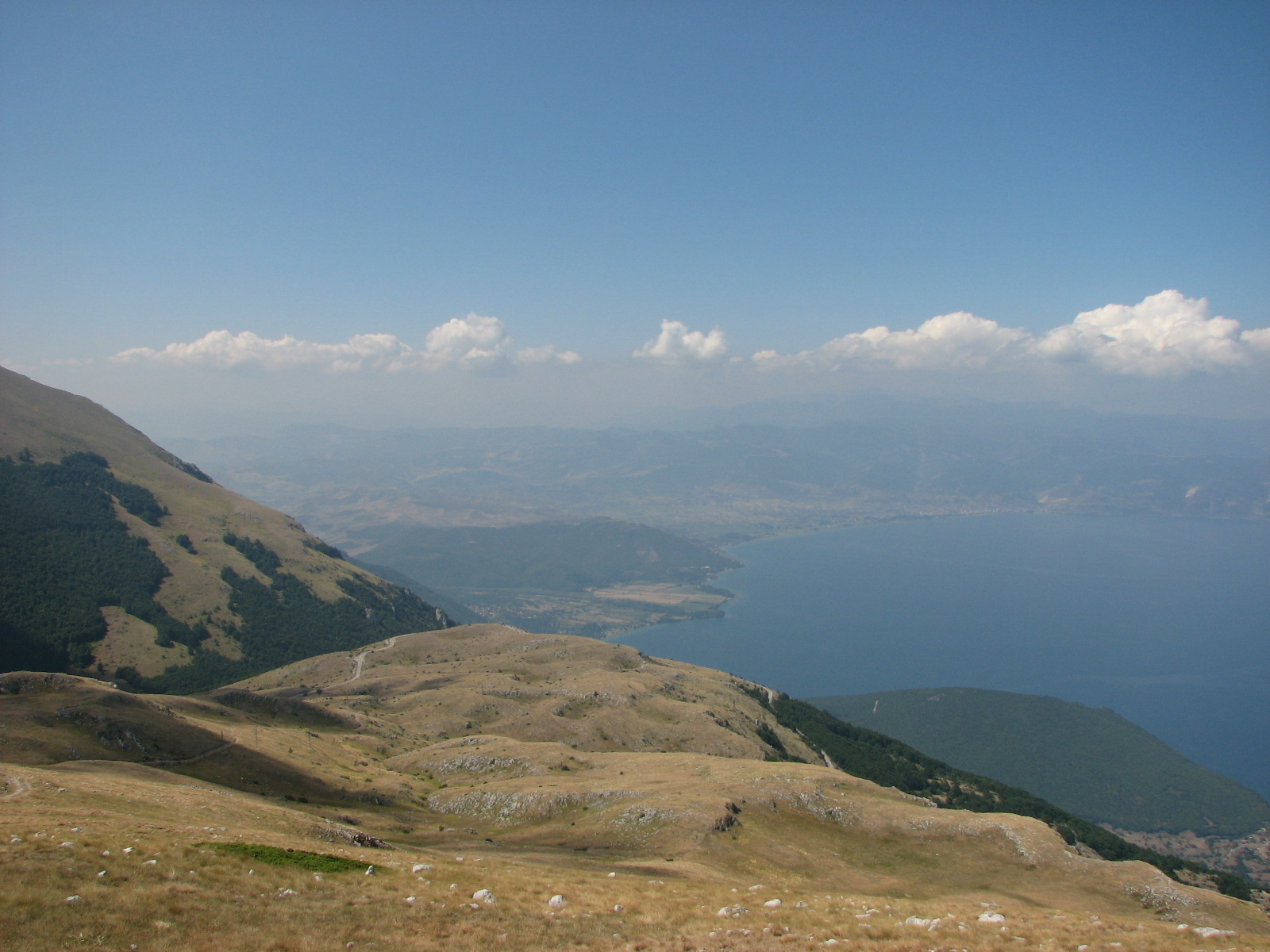
Вид на Галичицю з південної частини  Охридського озера
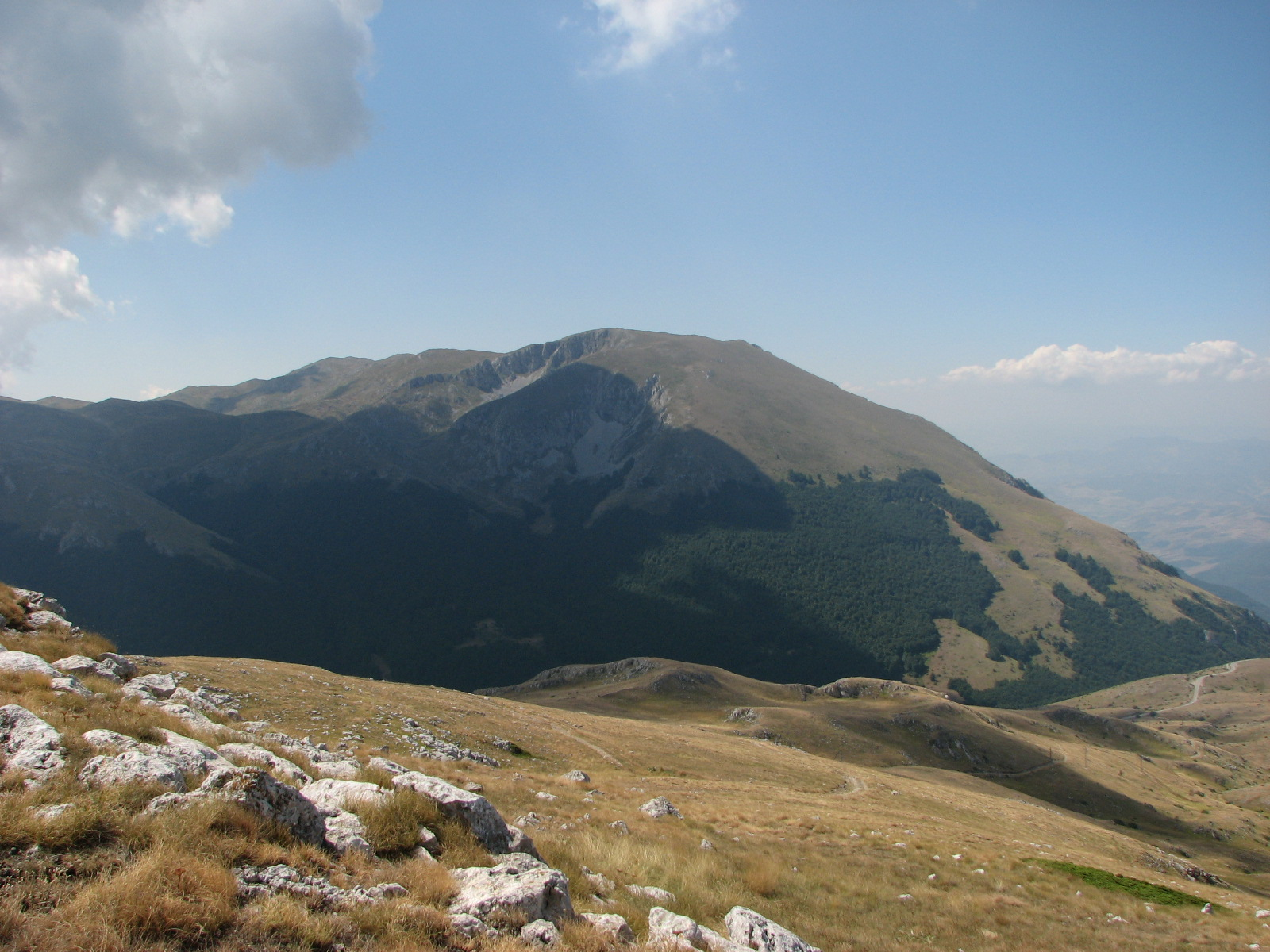
Найвищий пік, Магаро (2255 m)